# Усть-Хантайская ГЭС
Усть-Хантайская гидроэлектростанция — ГЭС на реке Хантайка в Красноярском крае, у посёлка Снежногорск.

## Общие сведения
Строительство ГЭС началось в 1963 году, закончилось в 1975 году.
Состав сооружений ГЭС:
- русловая каменно-набросная плотина длиной 420 м и наибольшей высотой 72 м;
- левобережная каменно-земляная с экраном длиной 1950 м и наибольшей высотой 12 м;
- правобережная каменно-земляная плотина длиной 2520 м и наибольшей высотой 35 м с центральной частью из связанных грунтов и наружных призм из гравийно-галечных грунтов с супесчаным заполнителем;
- поверхностный правобережный береговой водосброс, включающий подводящий канал длиной 310 м, водослив (2 пролёта шириной по 20 м), отводящего канала. Пропускная способность водосброса 3600 м³/с при НПУ и 4100 м³/с при ФПУ;
- водоприёмник ГЭС;
- семь тоннельных водоводов диаметром по 6 м;
- подземное здание ГЭС длиной 139 м;
- отводящий канал.

Напорные сооружения ГЭС (длина напорного фронта 5,34 км) образуют крупное Хантайское водохранилище площадью 2230 км², полным и полезным объёмом 22,55 км³ и 14,03 км³.
Усть-Хантайская ГЭС уникальна - она сооружена в условиях вечной мерзлоты.
Станция и энергосистема региона территориально и технологически изолирована от единой энергетической системы России.
ГЭС спроектирована институтом «Ленгидропроект».

## Модернизация станции
В 2011 году суд по иску Прокуратуры Красноярского края обязал ОАО «Таймырэнерго» произвести модернизацию (замену) всех гидроагрегатов Усть-Хантайской ГЭС, начиная с 2012 года. Ориентировочная стоимость работ составляет 9,5 млрд руб.
Основными целями модернизации ГЭС были замена существовавших поворотно-лопастных турбин на радиально-осевые с бо́льшим КПД и замена гидроагрегатов  мощностью 63 МВт на гидроагрегаты мощностью 73 МВт, в результате чего суммарная мощность ГЭС должна была вырасти с 441 МВт до 511 МВт, а средняя годовая выработка — увеличиться с 2,0 млрд кВт/ч до 2,4 млрд кВт/ч. Модернизация была начата в 2014 году, завершена к 18.10.2021. В ходе работ по проекту были заменены старые поворотно-лопастные гидроагрегаты ПЛ 60/5А-ВМ-410 и гидрогенераторы СВ 780/137-32 на новые радиально-осевые РО 75-В-401 гидроагрегаты и гидрогенераторы СВ 845/135-40, рассчитанные на работу при напоре 50 м.

## Экономическое значение
Усть-Хантайская ГЭС предназначена для энергоснабжения крупнейшего в мире Норильского горно-металлургического комбината, Дудинского и Игарского промышленных районов, а также населённых пунктов севера Красноярского края.
ГЭС входит в состав ОАО «Таймырэнерго», приобретенное в июле 2007 ГМК «Норильский Никель» на аукционе у РАО «ЕЭС» за 7,29 млрд.руб.
На притоке Хантайки, реке Кулюмбэ, спроектирован каскад ГЭС (Кулюмбинский каскад ГЭС).

## История строительства и модернизации
- 17 мая 1963 г. — Первый десант строителей на берегу р. Хантайки, начало строительства
- октябрь 1967 г. — Перекрыто русло р. Хантайки
- март 1968 г. — Уложен первый бетон в сооружении ГЭС
- 27 декабря 1969 г. — Сдана в эксплуатацию первая цепь ЛЭП-220 кВ
- апрель 1970 г. — Начато заполнение водохранилища
- 20 ноября 1970 г. — Введен в эксплуатацию первый гидроагрегат, станционный № 2
- 25 декабря 1970 г. — Введен в эксплуатацию гидроагрегат, станционный № 3
- 25 августа 1971 г. — Введен в эксплуатацию гидроагрегат, станционный № 1
- 11 декабря 1971 г. — Введен в эксплуатацию гидроагрегат, станционный № 4
- 9 января 1972 г. — Введен в эксплуатацию гидроагрегат, станционный № 5
- 1 сентября 1972 г. — Введен в эксплуатацию гидроагрегат, станционный № 6
- 21 декабря 1972 г. — Введен в эксплуатацию гидроагрегат, станционный № 7
- 25 сентября 1975 г. — Сдача ГЭС в промышленную эксплуатацию
- 1 января 1979 г. — На базе Усть-Хантайской ГЭС организованно предприятие — «Каскад Таймырских ГЭС»
- 16 июня 1981 г. — Введена в работу ЛЭП-220 кВ (Л-203) «Усть-Хантайская ГЭС — Игарка»
- ноябрь 1982 г. — Введена в работу ЛЭП-220 кВ (Л-204) «Игарка — Курейская ГЭС»
- декабрь 1989 г. — Введена в работу ЛЭП-220 кВ (Л-205, Л-206) «Усть-Хантайская ГЭС — Курейская ГЭС»
- 18 сентября 1998 г. — Сдана в эксплуатацию подстанция 220 кВ «Опорная» в г. Норильске
- 22 сентября 1998 г. — На базе ОАО «Каскад Таймырских ГЭС» и ОАО «Курейская ГЭС» организованно новое предприятие ОАО «Таймырэнерго»
- 18 марта 1998 г. — Введена в эксплуатацию ЛЭП-220 кВ (Л-208) «Усть-Хантайская ГЭС — ПС „Опорная“»
- 14 мая 1999 г. — Введена в эксплуатацию ЛЭП-220 кВ (Л-207) «Усть-Хантайская ГЭС — ПС „Опорная“»
- 22 ноября 2012 г. — подписан договор с российским подрядчиком ОАО «Тяжмаш» на выполнение комплекса работ «под ключ» по реконструкции Усть-Хантайской ГЭС[6].
- Ноябрь 2014 г. — Все основные агрегаты и большая часть строительных и вспомогательных материалов доставлены на объект. На первом пусковом комплексе Усть-Хантайской ГЭС завершен демонтаж старого гидроагрегата № 4. Решение начать замену с ГА-4 принято по причине отрыва обтекателя рабочего колеса. Идет подготовка к сборке и монтажу новых машин, прежде всего закладных частей гидротурбины и гидроагрегатов.
- 20 ноября 2015 г. — Начались комплексные испытания нового гидрогенератора типа СВ 845/135-40 (мощность 73 МВт при частоте вращения 150 об/мин)[7].
- Январь 2016 г. — Запуск второго (гидроагрегат № 2) пускового комплекса.
- 30 августа 2017 г. — Запуск третьего (гидроагрегат № 7) пускового комплекса.
- 30 августа 2018 г. — Запуск четвёртого по счету нового гидроагрегата.
- 26 августа 2019 г. — Запуск пятого по счету нового гидроагрегата[8].
- 2020 г. — шестой пусковой комплекс[9].
- 18 октября 2021 г. — седьмой пусковой комплекс и завершение работ по проекту замены гидроагрегатов Усть-Хантайской ГЭС[10].